# Проспект Дзержинского (Минск)
Проспе́кт Дзержи́нского (бел. праспе́кт Дзяржы́нскага) — проспект в Московском районе Минска, ведущий из центра на юго-запад, одна из 8 радиальных городских магистралей, направленная на город Брест.
Начинается от площади Богушевича и заканчивается у Минской кольцевой автомобильной дороги.
Длина проспекта — около 7,8 км.

## История
Назван в честь Ф. Э. Дзержинского в 1979 году, до этого носил название ул. Советских Пограничников. В конце 1970-х годов проспект был впервые реконструирован. До этого момента улица Советских Пограничников представляла собой довольно узкую и короткую улочку, окруженную застройкой из частного сектора. (на месте современного просп. Дзержинского от пл. Богушевича до 2-го переулка Р. Люксембург в 60-70-е годы проходил отрезок улицы Розы Люксембург). Был проложен первый вариант магистрали, соединивший улицы Клары Цеткин и Немигу и идущий до улиц Уманской и Гурского. Первая реконструкция позволила запустить по ней троллейбусный маршрут в 1980–1981 годах.
В начале 2000-х была проведена реконструкция от улицы Розы Люксембург до улицы Хмелевского, когда был убран объезд и снесена территория промышленного предприятия, позволившая сделать прямую шестиполосную магистраль на этом участке.
С 2009 по 2014 годы проводилась очередная реконструкция проспекта, проезжая часть была расширена до восьми полос, возведены две транспортные развязки, построено восемь подземных пешеходных переходов, сделаны широкие тротуары, открыты четыре станции метро.

## Здания и сооружения
- Мемориал «Память»
- Здание Администрации Московского района Минска (дом 10)
- Отель «Renaissance Minsk Hotel»
- Бизнес-центр «Rubin Plaza»
- Офисный центр «Omega Tower»
- Семейно-развлекательный центр «Титан»
- Торговые центры «Кирмаш», «ProStore»
- Белорусский государственный медицинский университет
- Студенческая деревня
- Здание суда Московского района Минска

- Отделение ЗАГСа
- Памятник «Зубр»
- Парк имени Михаила Павлова

## Развязки

Трёхуровневая транспортная развязка на пересечении проспектов Дзержинского и Жукова

- Проспект Дзержинского проходит под Домашевской улицей.
- Проспект Дзержинского проходит над проспектом Жукова (единственная в Беларуси трёхуровневая транспортная развязка).
- Проспект Дзержинского проходит по верхнему уровню в развязке с улицей Алибегова.
- Проспект Дзержинского проходит под Минской кольцевой автомобильной дорогой.

## Общественный транспорт
По проспекту Дзержинского проложены автобусные и троллейбусные маршруты общественного транспорта. Имеются четыре действующие станции метро: Грушевка, Михалово, Петровщина, Малиновка — на перекрёстках с улицами Щорса, Гурского, Голубева и Есенина соответственно.
В 2020 году проспект стал более велодружественным — на тротуаре нарисовали велосипедную полосу.

## Галерея

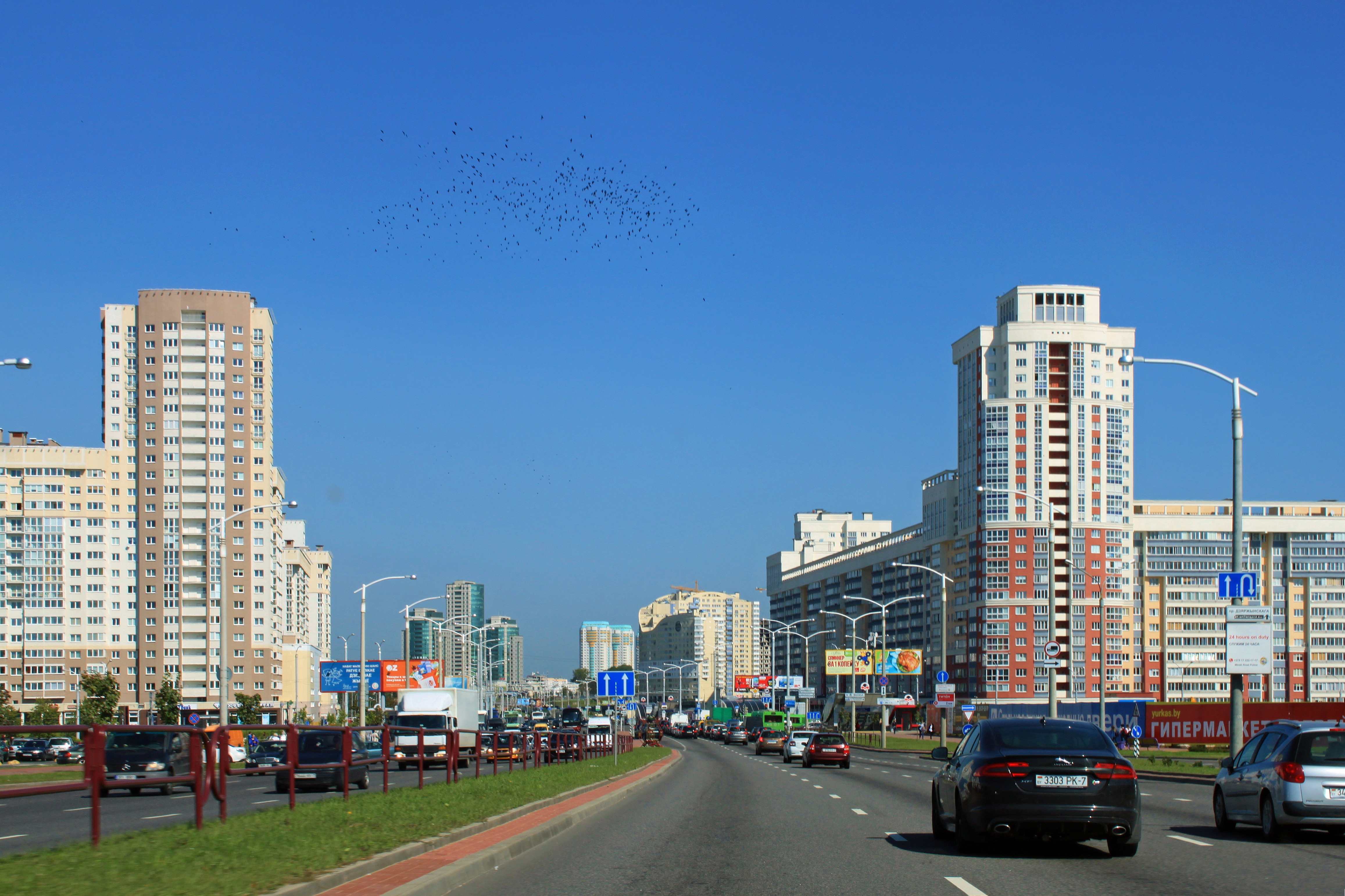
Проспект Дзержинского 1 сентября 2017 года
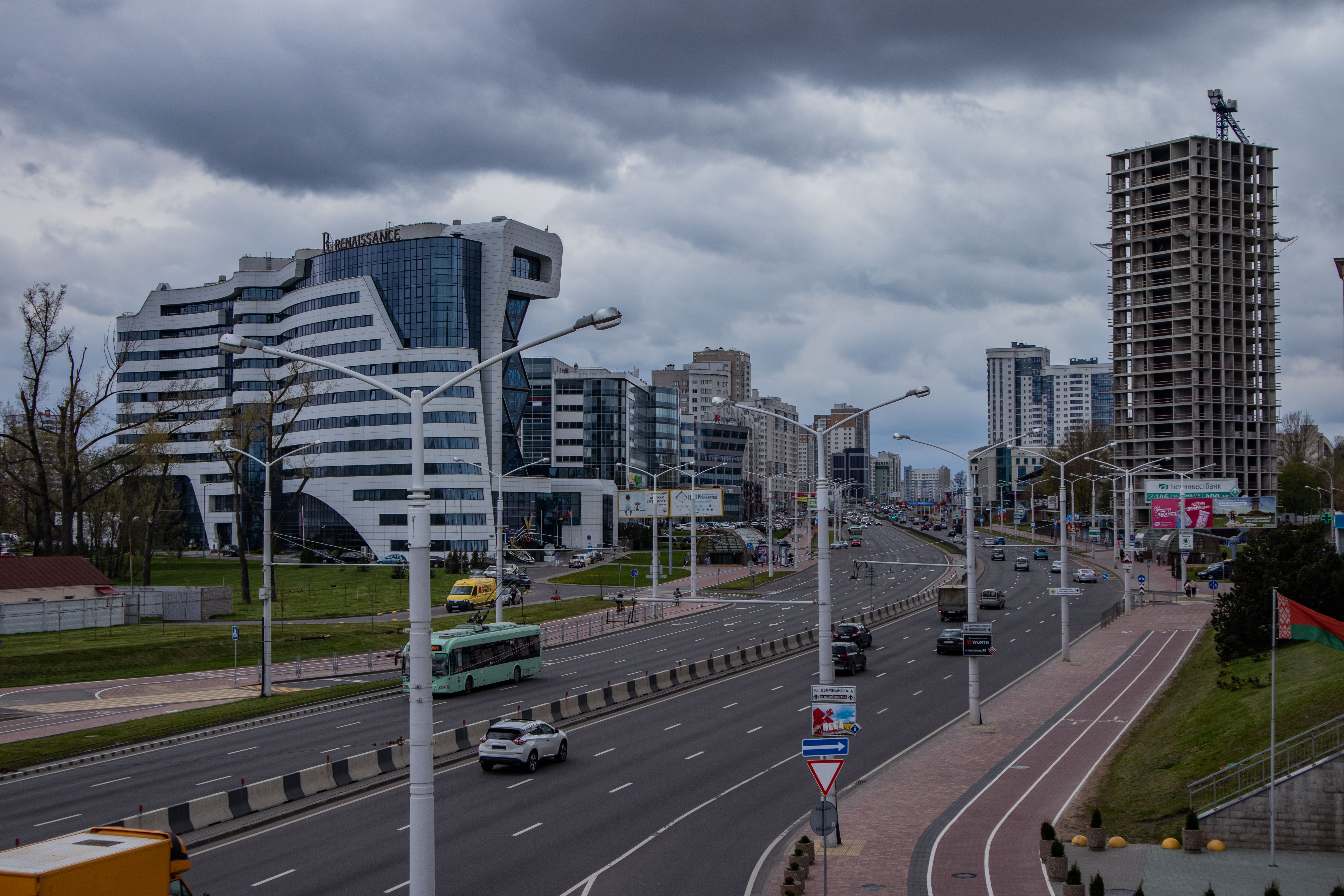
Начальный участок проспекта
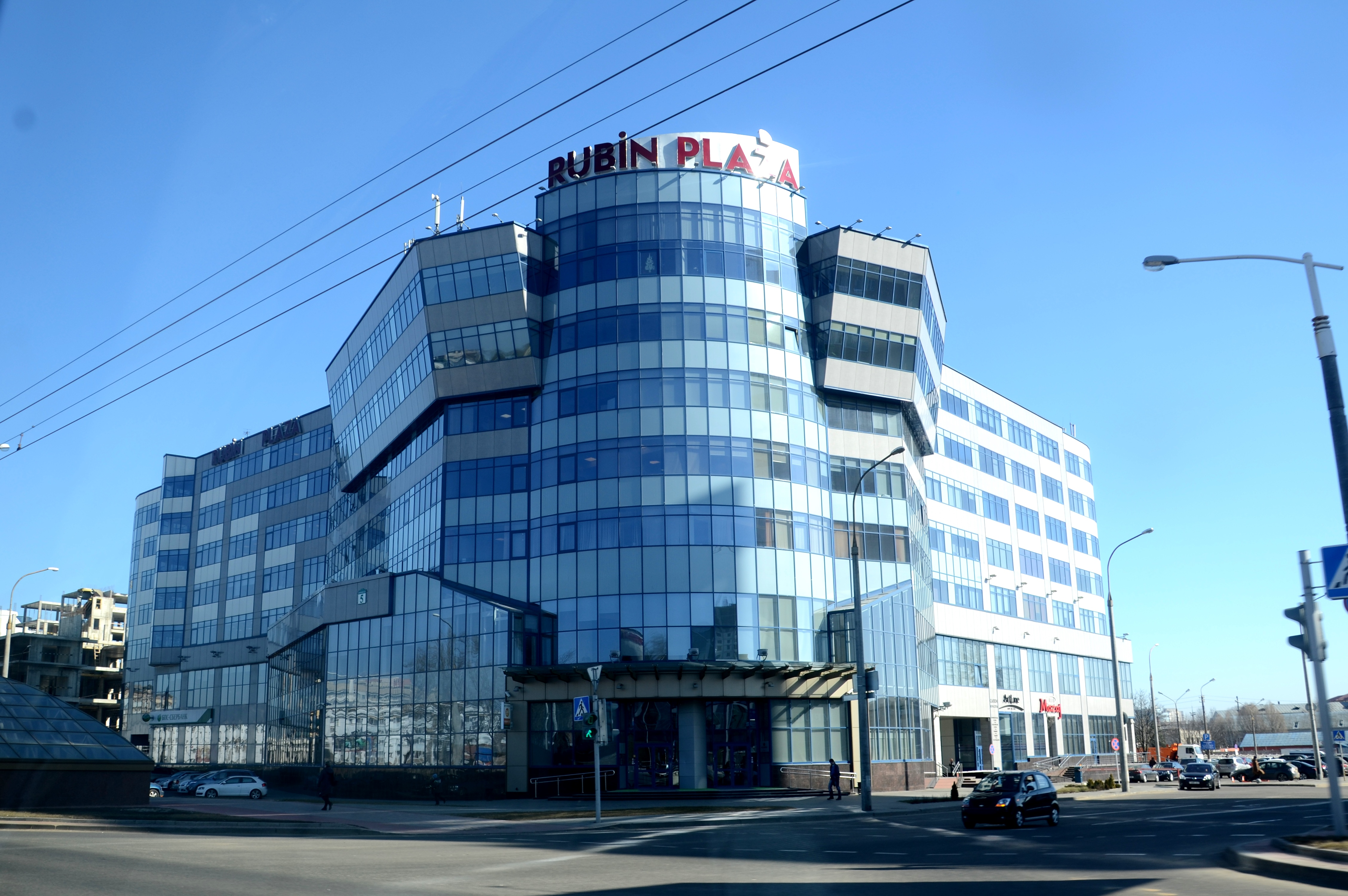
БЦ Rubin Plaza
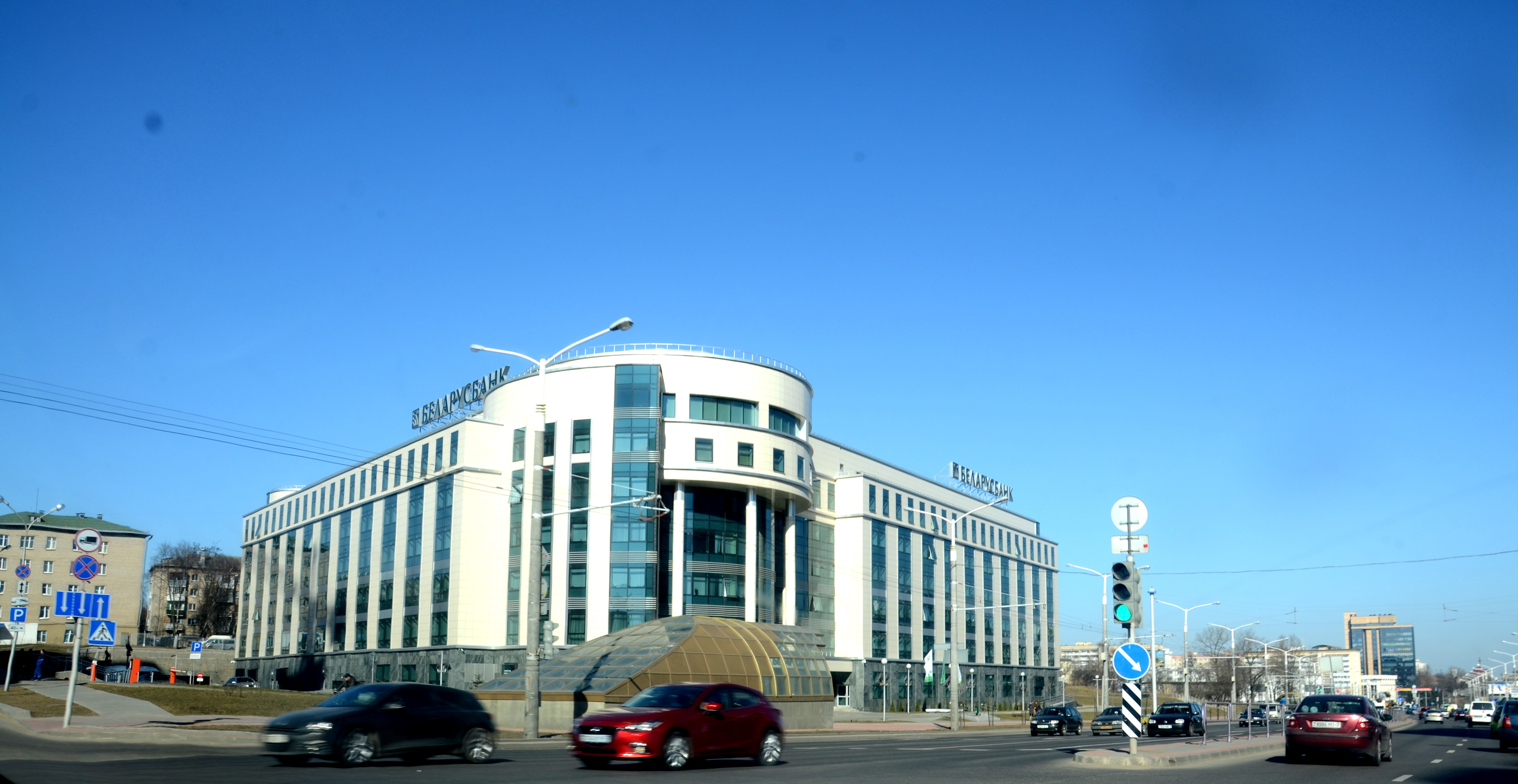
Центральный офис Беларусбанка
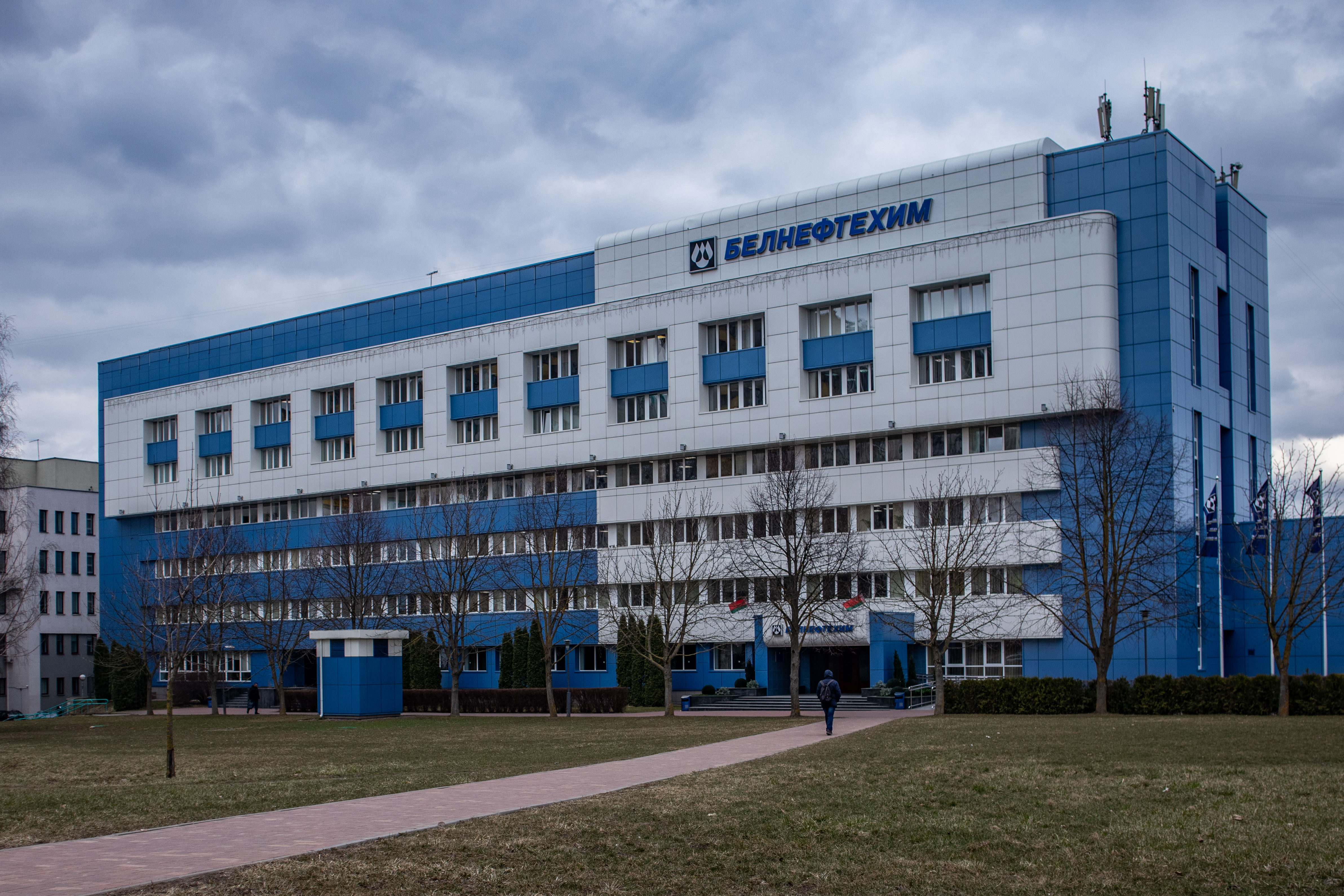
Офис компании «Белнефтехим»
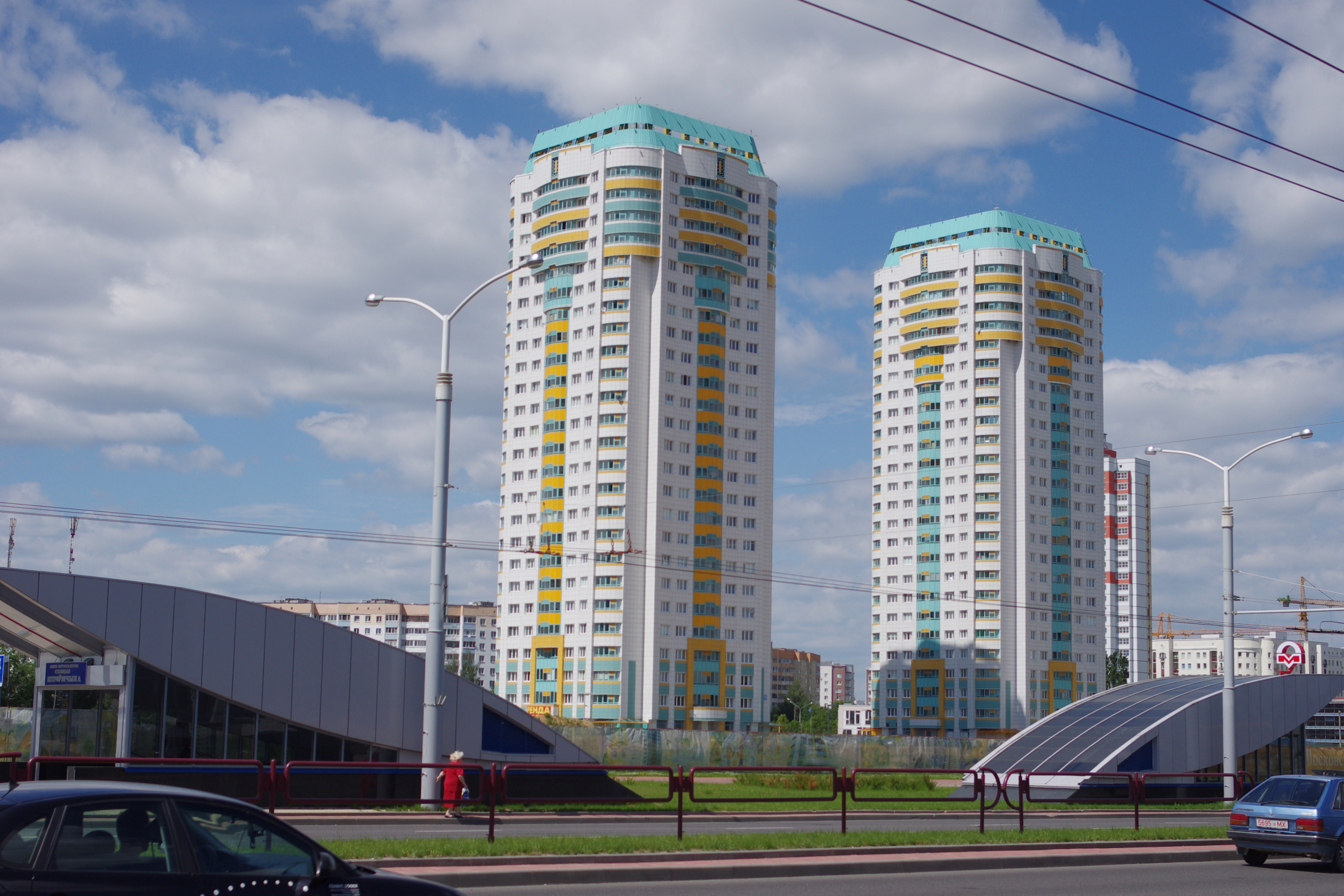
ЖК Московский
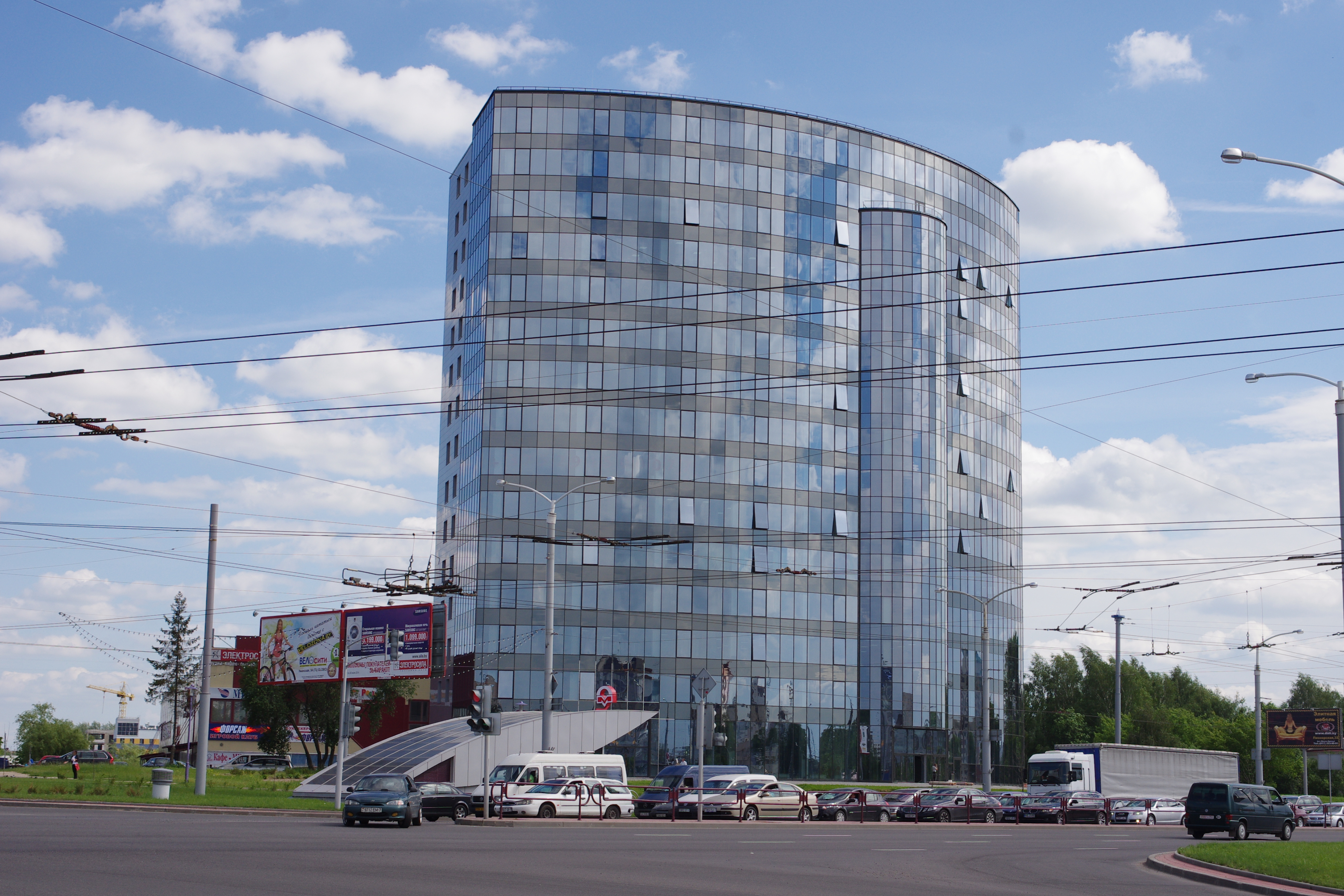
БЦ Omega Tower
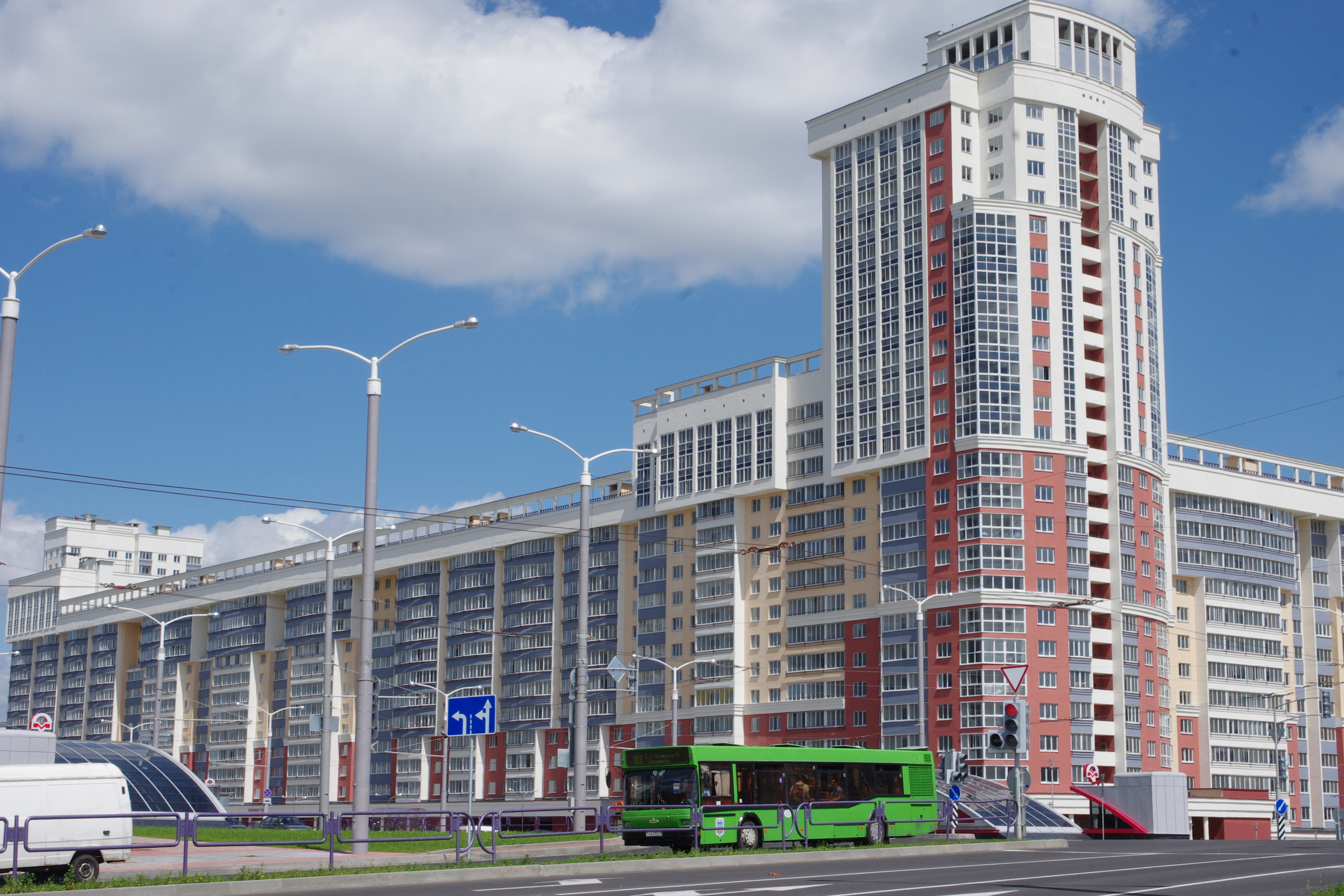
Жилая застройка